# Acanthaspis quinquespinosa
Acanthaspis quinquespinosa (лат.) — вид клопов из рода Acanthaspis семейства хищнецов (Reduviidae). Он обитает в Индии, Шри-Ланке, Мьянме, Непале и Тибете. Это хищный клоп: и нимфы, и взрослые особи питаются термитами, жуками, гусеницами и другими насекомыми.

## Внешний вид и строение
Взрослая особь Acanthaspis quinquespinosa — это крылатый клоп-хищнец с предупреждающей окраской, внешний вид которого меняется в зависимости от среды обитания. Основной окрас — от тёмно-коричневого до чёрного, с красновато-коричневым брюшком и ногами, с желтоватыми пятнами на переднеспинке и передних крыльях. Рядом с центром задней доли переднеспинки есть два шипа или выступающих бугорка и два длинных шипа там же, на заднем крае. Щиток (треугольная область между крыльями) несёт на вершине единственный шип. Общая длина тела взрослой особи 2 см, причём самцы несколько меньше самок. Это многочисленный вид. Его окраска похожа на окраску родственных видов Acanthaspis angularis и Acanthaspis flavipes, но их можно отличить по строению гениталий самцов.

## Распространение и среда обитания
Acanthaspis quinquespinosa обитает в Индии, на Шри-Ланке, в Непале, Мьянме и на Тибете. Он встречается в различных местах, включая тропические леса, кустарниковые джунгли и полузасушливые сельскохозяйственные районы. Среди насекомых, которыми он питается, есть различные вредители сельскохозяйственных культур; Acanthaspis quinquespinosa был обнаружен на сахарном тростнике, хлопчатнике и чае. Обычно его можно встретить на поверхности земли, где он прячется под камнями или корой упавших деревьев.

## Экология
Acanthaspis quinquespinosa — наземный хищник с широким спектром жертв, активный в основном на рассвете и в сумерках. В число вредителей сельскохозяйственных культур, на которых он охотится, входят свекольная совка (Laphygma exigua), жук-нарывник (Hycleus pustulatus), термит (Odontotermes wallonensis), красноклоп (Dysdercus koenigii) и земляной клоп (Oxycarenus laetus), совка хлопковая (Helicoverpa armigera), совка Spodoptera litura, выемчатокрылая моль Pectinophora gossypiella и огнёвка (Corcyra cephalonica). У самцов продолжительность жизни короче, чем у самок.
Одним из видов его добычи является термит Coptotermes heimi; в экспериментах с кормлением было обнаружено, что клоп может убить и съесть до сорока термитов в день.